# 3. slovenská fotbalová liga
3. slovenská fotbalová liga je název třetí nejvyšší fotbalové soutěže na Slovensku. Hraje se každý rok od léta do jara se zimní přestávkou. Účastní se jí 66 týmů rozdělených do 4 skupin (Bratislava, Západ, Střed a Východ), každý s každým (v rámci jednotlivých skupin) hraje jednou na domácím hřišti a jednou na hřišti soupeře. Do druhé ligy postupuje vítězný tým z každé skupiny.